# 1904 au cinéma
| Années du cinéma : 1901 - 1902 - 1903 - 1904 - 1905 - 1906 - 1907    |
| Décennies du cinéma : 1870 - 1880 - 1890 - 1900 - 1910 - 1920 - 1930 |

Cet article présente les faits marquants de l'année 1904 au cinéma.

## Évènements
- 23 mars : Lucien Bull parvient à enregistrer 1 500 images à la seconde en utilisant comme source lumineuse une étincelle électrique.
- Septembre : Guido Seeber fait breveter son seeberophone, appareil qui associe le phonographe à la caméra.

## Principaux films de l'année
- Le vol de la grande banque.

## Principales naissances
- 5 janvier : Boris Babotchkine, acteur soviétique († 17 juillet 1975).
- 18 janvier : Cary Grant, acteur américain († 29 novembre 1986).
- 23 mars : Joan Crawford (Lucille Fay Le Sueur, dite) actrice américaine († 10 mai 1977).
- 14 avril : John Gielgud, acteur britannique († 21 mai 2000).
- 17 mai : Jean Gabin (né Jean Moncorgé), acteur français († 15 novembre 1976).
- 8 juin : Dorothy Coburn, actrice américaine († 15 mai 1978).
- 14 juin : Nato Vatchnadze actrice géorgienne († 4 juin 1953).
- 17 juin : Ralph Bellamy, acteur américain († 29 novembre 1991).
- 26 juin : Peter Lorre, acteur américain d'origine austro-hongroise († 23 mars 1964).
- 4 septembre :
  - Christian-Jaque (Christian Maudet, dit), cinéaste français († 8 juillet 1994).
  - Pavel Massalski, acteur soviétique († 15 décembre 1979).
- 9 septembre : Goffredo Alessandrini, réalisateur italien († 16 mai 1978).
- 18 septembre : Orane Demazis, comédienne française héroïne de Pagnol († 25 décembre 1991).
- 22 octobre : Constance Bennett, actrice américaine († 24 juillet 1965).
- 12 novembre : Jacques Thomas dit Jacques Tourneur, réalisateur franco-américain († 19 décembre 1977).
- 16 novembre : Renée Saint-Cyr, actrice française († 11 juillet 2004).
- 8 décembre : George Stevens, cinéaste américain († 8 mars 1975).